# SC Magdeburg (handboll)

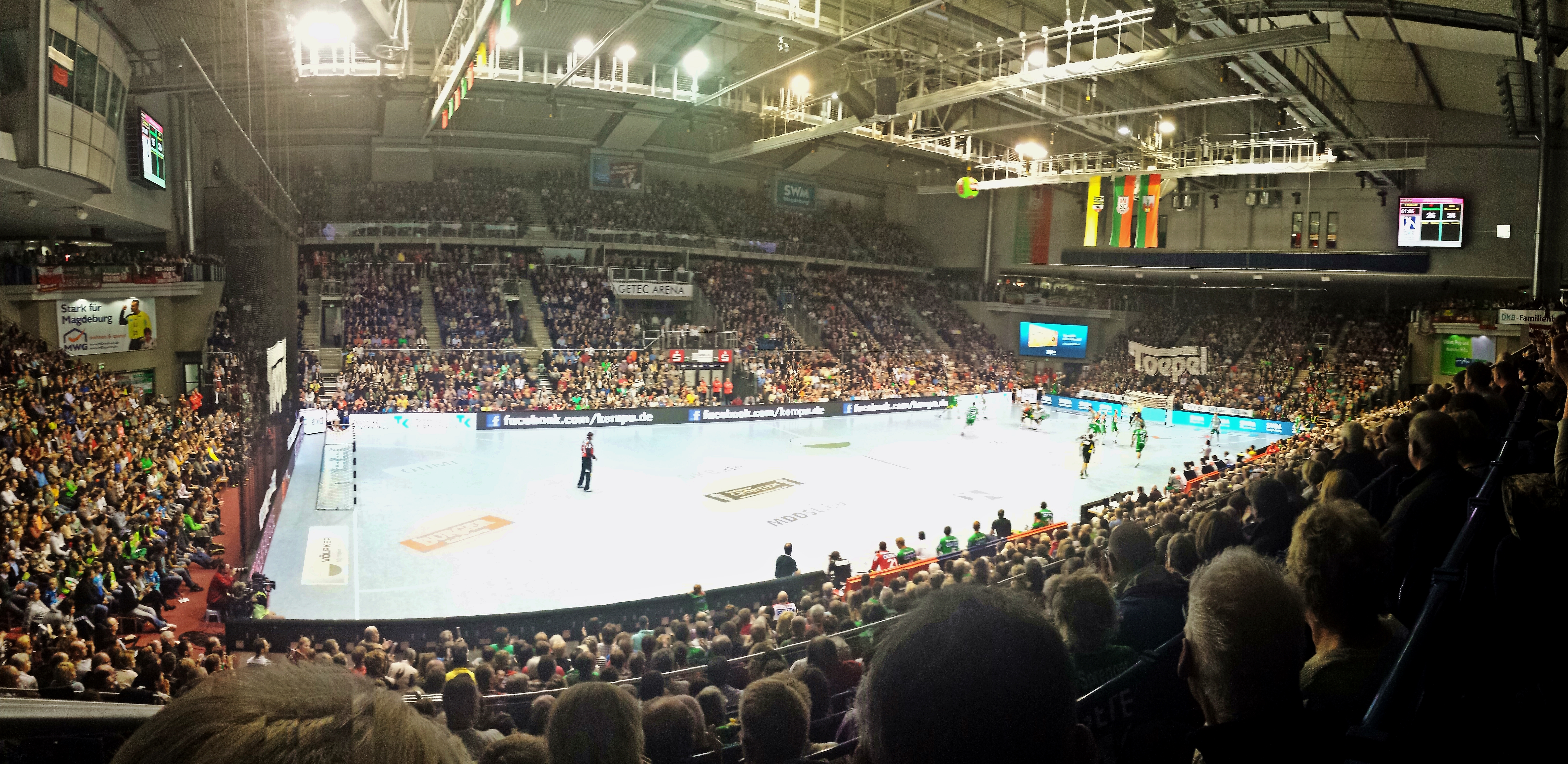
En hemmamatch i GETEC Arena, säsongen 2014/2015.

SC Magdeburg är en handbollsklubb från Magdeburg i Tyskland, bildad den 1 mars 1955, som ingår i idrottsföreningen SC Magdeburg. Klubben hette SC Magdeburg Gladiators mellan 2002 och 2010.
SC Magdeburgs herrlag spelar i högsta ligan, Bundesliga. SC Magdeburg var under DDR-tiden ett av Östtysklands topplag och radade upp mästerskapssegrar under 1980-talet. 2001 blev man tyska mästare för första gången. Man blev tyska mästare för andra gången 2022 och tredje gången 2024.
Klubben damhandbollslag vann ligan i Östtyskland 1981.

## Spelartrupp
| Nr | Land     | Pos | Namn                       |
| -- | -------- | --- | -------------------------- |
| 1  | Spanien  | MV  | Sergey Hernández           |
| 80 | Schweiz  | MV  | Nikola Portner             |
| 2  | Schweiz  | M6  | Lucas Meister              |
| 3  | Polen    | V9  | Piotr Chrapkowski          |
| 6  | Tyskland | V6  | Matthias Musche            |
| 7  | Sverige  | M9  | Felix Claar                |
| 10 | Island   | M9  | Gísli Þorgeir Kristjánsson |
| 11 | Sverige  | H6  | Daniel Pettersson          |
| 13 | Island   | M9  | Janus Daði Smárason        |

| Nr | Land     | Pos | Namn                 |
| -- | -------- | --- | -------------------- |
| 14 | Island   | H9  | Ómar Ingi Magnússon  |
| 17 | Tyskland | H6  | Tim Hornke           |
| 20 | Tyskland | V9  | Philipp Weber        |
| 21 | Sverige  | H9  | Albin Lagergren      |
| 22 | Tyskland | V6  | Lukas Mertens        |
| 23 | Danmark  | M6  | Magnus Saugstrup     |
| 24 | Norge    | M9  | Christian O'Sullivan |
| 34 | Danmark  | V9  | Michael Damgaard     |
| 54 | Sverige  | M6  | Oscar Bergendahl     |

## Meriter
- Europacupen / Champions League: 1978, 1981, 2002, 2023
- IHF Super Globe: 2021, 2022, 2023
- EHF-cupen / EHF European League: 1999, 2001, 2007, 2021
- Tyska mästare: 2001, 2022, 2024
- DHB-Pokal: 1996, 2016, 2024
- DHB-Supercup: 1996, 2001
- Östtyska mästare: 1970, 1977, 1980, 1981, 1982, 1983, 1984, 1985, 1988, 1991[a]
- Östtyska cupmästare: 1977, 1978, 1984, 1990

## Tränare
| Tränare                     | År                |
| --------------------------- | ----------------- |
| Hans-Jürgen Wende           | 1957–1962         |
| Bernhard Kandula            | 1962–1967         |
| Klaus Miesner               | 1968–1989         |
| Hartmut Krüger              | 1989–1993         |
| Ingolf Wiegert              | 1993–1994         |
| Lothar Doering              | 1994–1999         |
| Peter Rost (tf.)            | januari–juni 1999 |
| Alfreð Gíslason             | 1999–2006         |
| Gheorghe "Ghiță" Licu (tf.) | januari–juni 2006 |
| Bogdan Wenta                | 2006–2007         |
| Helmut Kurrat (tf.)         | 2007–2008         |
| Michael Biegler             | 2008–2009         |
| Sven Liesegang (tf.)        | januari–juni 2010 |
| Frank Carstens              | 2010–2013         |
| Uwe Jungandreas (tf.)       | 2013–2014         |
| Geir Sveinsson              | 2014–2015         |
| Bennet Wiegert              | 2015–             |

## SC Magdeburgs Hall of Fame
| Invald    | Person               |
| --------- | -------------------- |
| Öppnandet | Günter Dreibrodt     |
| Öppnandet | Ernst Gerlach        |
| Öppnandet | Hartmut Krüger       |
| Öppnandet | Wieland Schmidt      |
| Öppnandet | Hans-Jürgen Wende    |
| Öppnandet | Ingolf Wiegert       |
| 2003      | Guéric Kervadec      |
| 2003      | Ólafur Stefánsson    |
| 2004      | Wolfgang Lakenmacher |
| 2007      | Joël Abati           |
| 2007      | Stefan Kretzschmar   |
| 2010      | Steffen Stiebler     |
| 2015      | Bartosz Jurecki      |
| 2015      | Bennet Wiegert       |

- Källa: [1]